# Pianoconcert nr. 3 (Merikanto)
Aarre Merikanto voltooide zijn Pianoconcert nr. 3 in 1955. Het was het laatste werk dat hij schreef in dat genre en ook in het genre concerto. Het werk haalde de tweede plaats in een wedstrijd uitgeschreven door de Finse Cultuurraad. Dat wil niet zeggen dat het werk populair werd. Het moest al direct drie jaar wachten voordat het voor het eerst publiekelijk te horen was (1958). Daarna verdween het in de obscuriteit.
Merikanto had in eerste instantie als eindresultaat een suite voor ogen, maar hield het toch bij Pianoconcert nr. 3. Naar het eind van zijn leven kreeg de stijl neoclassicisme steeds meer vat op hem. Het concert is dan ook in die stijl geschreven. Hij hield zich daarbij wel aan de driedelige opzet:
1. Capriccio (lento-allegro)
2. Pietá (tranquillo)
3. Finale (vivace)

Merikanto schreef het werk voor:
- piano
- 2 dwarsfluiten, 2 hobo’s, 2 klarinetten, 2 fagotten
- 2 hoorns, 2 trompetten, 1 trombone, 1 tuba
- pauken
- violen, altviolen, celli, contrabassen